# Sceau du New Jersey
Le sceau de l'État du New Jersey fut dessiné en 1777, par Francis Hopkinson.
Chaque symbole possède une signification bien précise. Le sceau est surmonté d'un buste de cheval. Le blason central est soutenu par deux femmes : à gauche, la liberté et à droite, la déesse romaine Cérès qui représente l'agriculture et la prospérité. La liberté soutient un baton couronné d'un bonnet phrygien, un grand symbole de liberté. Cérès porte une corne d'abondance. Les trois charrues ainsi que le buste de cheval représentent l'agriculture du New Jersey. La ceinture dans la partie inférieure montre la devise de l'État : “Liberty and Prosperty” (Liberté et Prospérité) et la date 1776, année durant laquelle le New Jersey devient un État.